# Blair Rasmussen
Blair Allen Rasmussen (Auburn, Washington, 13 de noviembre de 1962) es un exjugador de baloncesto estadounidense que disputó ocho temporadas de la NBA. Con 2,13 metros de estatura, jugaba en la posición de pívot.

## Trayectoria deportiva

### Universidad
Jugó durante cuatro temporadas con los Ducks de la Universidad de Oregón, en las que promedió 13,6 puntos y 5,9 rebotes por partido. Fue elegido en el mejor quinteto de la Pacific Ten Conference en 1983, y consiguió dos récords de su universidad al término de su carrera, el de más tapones en una temporada, con 42, y en total, con 114.

### Profesional
Fue elegido en la decimoquinta posición del 1985 por Denver Nuggets, usando la elección que habían obtenido por el traspaso de Kiki Vandeweghe a Portland Trail Blazers. Tras dos temporadas en las que actuó pocos minutos como suplente de Wayne Cooper, en la 1987-88 jugó más de la mitad de los partidos como titular, completando su mejor campaña como profesional al promediar 12,7 puntos y 5,5 rebotes por partido.
Completó tres buenas temporadas más en los Nuggets, antes de ser traspasado en la temporada 1991-92 a Atlanta Hawks a cambio de los derechos sobre Anthony Avent y una segunda ronda del draft de 1993. Allí permaneció 2 temporadas, la última de ellas plagada de lesiones, jugando apenas 22 partidos en los que promedió 3,2 puntos. Al término de la misma anunciaría su retirada. En sus 8 temporadas como profesional promedió 9,6 puntos y 5,7 rebotes por partido.

#### Estadísticas

##### Temporada regular
| Temporada | Edad | Equipo         | Liga | P   | TIT | MIN  | TC  | TCA  | %TC  | 3P  | 3PA | %3P  | TL  | TLA | %TL  | R.OF. | R.DEF. | REB | ASIS | ROB | TAP | PER | FP  | PTS  |
| 1985-86   | 23   | Denver Nuggets | NBA  | 48  | 1   | 6.9  | 1.3 | 3.1  | .407 | 0.0 | 0.0 |      | 0.6 | 0.8 | .795 | 0.8   | 1.3    | 2.0 | 0.3  | 0.1 | 0.2 | 0.8 | 1.3 | 3.2  |
| 1986-87   | 24   | Denver Nuggets | NBA  | 74  | 23  | 19.2 | 3.6 | 7.7  | .470 | 0.0 | 0.0 |      | 2.3 | 3.1 | .732 | 2.5   | 3.8    | 6.3 | 0.8  | 0.3 | 0.8 | 1.1 | 3.0 | 9.5  |
| 1987-88   | 25   | Denver Nuggets | NBA  | 79  | 45  | 22.5 | 5.5 | 11.2 | .492 | 0.0 | 0.0 |      | 1.7 | 2.2 | .776 | 1.6   | 3.9    | 5.5 | 1.0  | 0.3 | 1.0 | 0.9 | 3.1 | 12.7 |
| 1988-89   | 26   | Denver Nuggets | NBA  | 77  | 22  | 17.0 | 3.3 | 7.5  | .445 | 0.0 | 0.0 |      | 0.9 | 1.1 | .852 | 1.4   | 2.4    | 3.7 | 0.6  | 0.4 | 0.5 | 0.6 | 2.5 | 7.6  |
| 1989-90   | 27   | Denver Nuggets | NBA  | 81  | 55  | 24.6 | 5.5 | 11.0 | .497 | 0.0 | 0.0 | .000 | 1.4 | 1.7 | .828 | 2.1   | 5.2    | 7.3 | 1.0  | 0.5 | 1.3 | 0.9 | 3.7 | 12.4 |
| 1990-91   | 28   | Denver Nuggets | NBA  | 70  | 69  | 33.2 | 5.8 | 12.6 | .458 | 0.0 | 0.1 | .400 | 0.9 | 1.3 | .677 | 2.4   | 7.3    | 9.7 | 1.0  | 0.7 | 1.9 | 1.2 | 4.4 | 12.5 |
| 1991-92   | 29   | Atlanta Hawks  | NBA  | 81  | 61  | 24.3 | 4.3 | 9.0  | .478 | 0.1 | 0.3 | .217 | 0.4 | 0.5 | .750 | 1.2   | 3.7    | 4.9 | 1.3  | 0.4 | 0.6 | 0.6 | 2.9 | 9.0  |
| 1992-93   | 30   | Atlanta Hawks  | NBA  | 22  | 6   | 12.9 | 1.4 | 3.6  | .375 | 0.1 | 0.3 | .333 | 0.4 | 0.6 | .692 | 0.9   | 1.6    | 2.5 | 0.2  | 0.2 | 0.5 | 0.5 | 2.8 | 3.2  |
| Total     |      |                | NBA  | 532 | 282 | 21.4 | 4.2 | 9.0  | .472 | 0.0 | 0.1 | .257 | 1.2 | 1.5 | .767 | 1.7   | 3.9    | 5.7 | 0.9  | 0.4 | 0.9 | 0.9 | 3.1 | 9.6  |

##### Playoffs
| Temporada | Edad | Equipo         | Liga | P  | MIN | TCA | TC  | 3PA | 3P | TLA | TL | R.OF. | REB | ASIS | ROB | TAP | PER | FP | PTS | %TC  | %3P | %FT  | MIN  | PTS  | REB | AST |
| 1985-86   | 23   | Denver Nuggets | NBA  | 10 | 175 | 39  | 96  | 0   | 0  | 33  | 41 | 27    | 60  | 10   | 5   | 9   | 7   | 28 | 111 | .406 |     | .805 | 17.5 | 11.1 | 6.0 | 1.0 |
| 1986-87   | 24   | Denver Nuggets | NBA  | 3  | 92  | 22  | 45  | 0   | 0  | 5   | 10 | 8     | 23  | 7    | 2   | 2   | 5   | 12 | 49  | .489 |     | .500 | 30.7 | 16.3 | 7.7 | 2.3 |
| 1987-88   | 25   | Denver Nuggets | NBA  | 11 | 277 | 60  | 127 | 0   | 0  | 18  | 20 | 25    | 71  | 7    | 1   | 12  | 6   | 33 | 138 | .472 |     | .900 | 25.2 | 12.5 | 6.5 | 0.6 |
| 1988-89   | 26   | Denver Nuggets | NBA  | 2  | 4   | 0   | 0   | 0   | 0  | 0   | 0  | 0     | 0   | 0    | 0   | 0   | 1   | 1  | 0   |      |     |      | 2.0  | 0.0  | 0.0 | 0.0 |
| 1989-90   | 27   | Denver Nuggets | NBA  | 3  | 84  | 19  | 48  | 0   | 0  | 9   | 10 | 8     | 26  | 1    | 2   | 4   | 2   | 10 | 47  | .396 |     | .900 | 28.0 | 15.7 | 8.7 | 0.3 |
| Total     |      |                | NBA  | 29 | 632 | 140 | 316 | 0   | 0  | 65  | 81 | 68    | 180 | 25   | 10  | 27  | 21  | 84 | 345 | .443 |     | .802 | 21.8 | 11.9 | 6.2 | 0.9 |